# Karol. Papież, który pozostał człowiekiem
Karol – Papież, który pozostał człowiekiem – film fabularny w reżyserii Giacomo Battiato, wyprodukowany w roku 2006. Opowiada historię Jana Pawła II, od momentu wyboru na papieża, aż do jego śmierci. Scenariusz na podstawie książki Historia Karola autorstwa Gian Franca Svidercoschiego napisał Giacomo Battiato. Jest to kontynuacja filmu Karol. Człowiek, który został papieżem.
Film wszedł na ekrany kin 13 października. Polska premiera filmu odbyła się 16 października 2006 w Teatrze Wielkim w Warszawie, w 28. rocznicę wyboru Karola Wojtyły na Stolicę Piotrową. Prawa do emisji telewizyjnej filmu zakupiła Telewizja Polska.

## Obsada
| Rola                                                                                              | Aktor                 | Dubbing (wersja telewizyjna) |
| ------------------------------------------------------------------------------------------------- | --------------------- | ---------------------------- |
| Jan Paweł II                                                                                      | Piotr Adamczyk        | Piotr Adamczyk               |
| Hanna Tuszyńska                                                                                   | Małgorzata Bela       | Małgorzata Bela              |
| ks. Stanisław Dziwisz, sekretarz papieża                                                          | Dariusz Kwaśnik       | Dariusz Kwaśnik              |
| Renato Buzzonetti, lekarz papieża                                                                 | Michele Placido       | Jan Frycz                    |
| Tobiana Sobótka                                                                                   | Daniela Giordano      | Danuta Stenka                |
| Julia Ritter                                                                                      | Leslie Hope           | Magdalena Cielecka           |
| ks. Jerzy Popiełuszko                                                                             | Fabrice Scott         | Waldemar Barwiński           |
| Agostino Casaroli                                                                                 | Alberto Cracco        | Wojciech Wysocki             |
| Matka Teresa z Kalkuty                                                                            | Adriana Asti          | Danuta Szaflarska            |
| Don Thomas                                                                                        | Timothy Martin        | Zbigniew Zamachowski         |
| Paweł                                                                                             | Radosław Pazura       | Radosław Pazura              |
| kardynał Angelo Sodano                                                                            | Mario Prosperi        | Leszek Teleszyński           |
| Mehmet Ali Ağca                                                                                   | Alkis Zanis           | Mariusz Drężek               |
| arcybiskup Oscar Romero                                                                           | Carlos Caniowski      | Mariusz Benoit               |
| Vadim Belijaev                                                                                    | Pietro Ragusa         | Bartłomiej Topa              |
| Nikita Chruszczow                                                                                 | Sergei Petrov         | Brak                         |
| Wojciech Jaruzelski                                                                               | Paolo Maria Scalondro | Jarosław Boberek             |
| kardynał Stefan Wyszyński                                                                         | Lech Mackiewicz       | Maciej Szary                 |
| Wersja polska: Master Film Reżyseria: Elżbieta Jeżewska W pozostałych rolach: Joanna Węgrzynowska |                       |                              |